# Dana Fecková
Dana Fecková (* 26. Februar 1987 in Bratislava) ist eine slowakische Fußballspielerin.

## Karriere

### Verein
Mravíková begann ihre Karriere bei ŠK Slovan Bratislava und wechselte am 23. August 2004 zum Stadtrivalen PVFA Bratislava. Nach zwei Jahren bei PVFA Bratislava kehrte sie am 22. August 2006 zum ŠK Slovan Bratislava zurück. In ihrer zweiten Spielzeit bei Slovan reifte sie zur A-Nationalspielerin, was ihr im Sommer 2013 zu einem Vertrag in der Schweiz beim FC Neunkirch verhalf. In Neunkirch spielt sie gemeinsam mit ihren beiden Landsfrauen Lucia Šušková und Kristina Cerovská.

### Nationalmannschaft
Die linke Mittelfeldspielerin ist seit 2006 A-Nationalspielerin für die Slowakische Fußballnationalmannschaft der Frauen.

## Persönliches
Fecková besuchte das Gymnázium Pankúchova 6 in Bratislava und schloss 2005 mit dem Abitur ab. Anschließend besuchte sie bis zu ihrem Wechsel in die Schweiz die  Fakulta telesnej výchovy a športu.